# 何春蕤

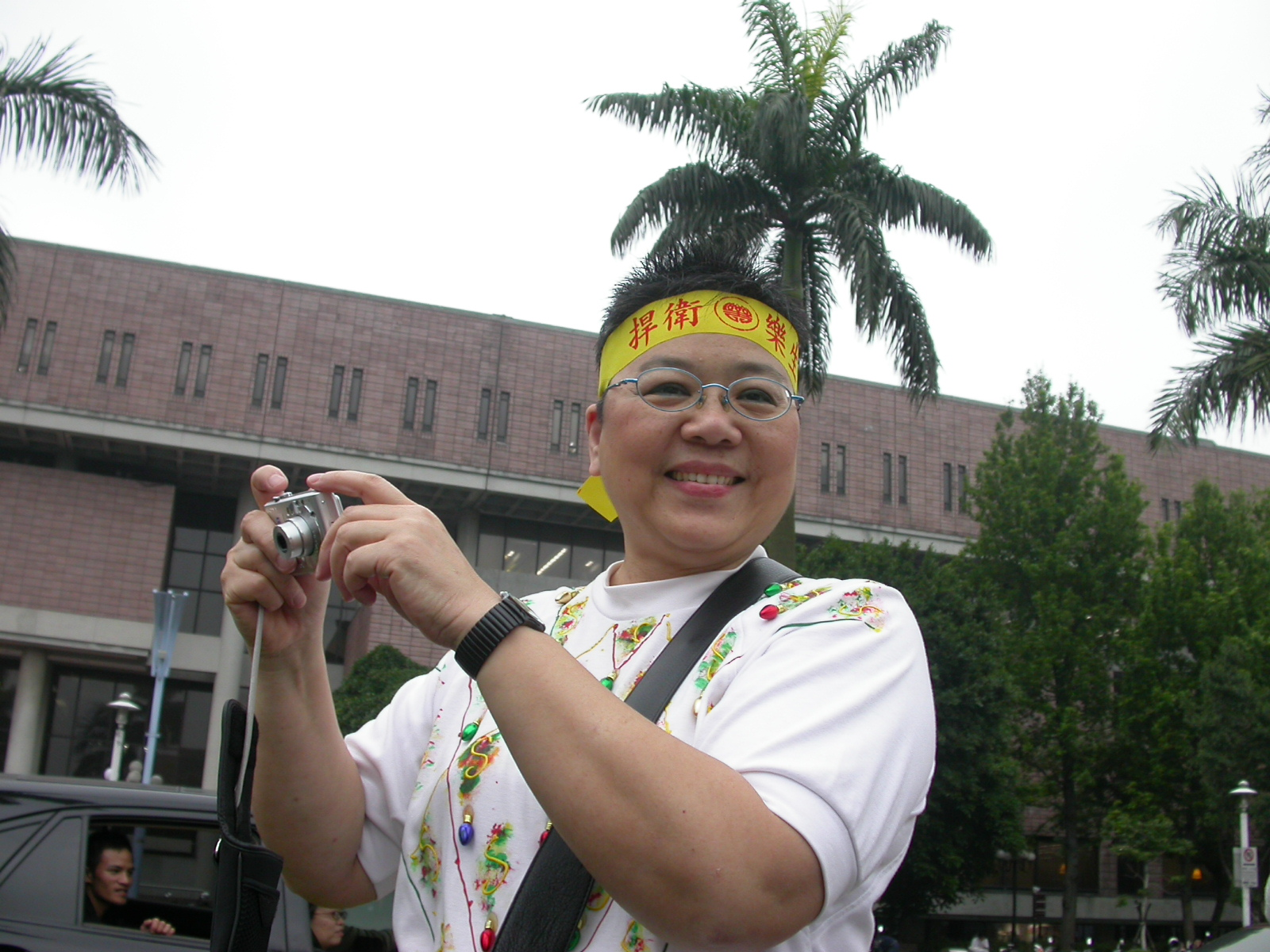
何春蕤

何春蕤（1951年6月16日—），國立中央大學英美文學系教授，國立中央大學性／別研究室召集人。1982年獲美國喬治亞大學博士，1991年又獲印第安納大學博士。為台灣婦女運動先驅之一。

## 簡歷
何春蕤曾在1994年5月22日女人連線反性騷擾大遊行中喊出「我要性高潮，不要性騷擾」（部份新聞媒體誤報為「不要性騷擾，只要性高潮」），轟動一時；完整口號為「我要性高潮，不要性騷擾；你再性騷擾，我就動剪刀，把你剪光光」。
何春蕤立場鮮明：支持性工作者權利，提倡性解放，研究色情文化及性少數，主張打破性別刻版印象，提倡青少年解放，反對審查制度，非議資本主義及智慧財產權

### 動物戀網頁事件
何春蕤在國立中央大學性／別研究室網站上討論包含動物戀在內的性議題，並將網站連結至張貼含有人獸交的網站，2003年4月，此事經《中國時報》報導並引發社會譁然，同年6月23日，勵馨基金會、出版品評議基金會、天主教善牧基金會、終止童妓協會等11個社會團體聯合向台北地方檢察署提出刑事告發狀，告發何春蕤涉嫌公然陳列、散布猥褻文字與影像。當時赴日講學的何春蕤委任王如玄律師處理訴訟事宜，何春蕤於同年9月10日返台，偵查庭二次開庭，檢察官決定起訴，台北地方法院經過四次開庭，於2006年6月25日一審判決無罪，檢察官提起上訴，高等法院經過二次開庭，於2004年9月15日二審宣判無罪定讞。2006年，何春蕤編著《動物戀網頁事件簿》作為事件紀錄。

## 著作
- 2018年《援助交際在台灣》（中央大學性／別研究室）
- 2017年《性別治理》(著)(中央大學性／別研究室)
- 2016年《性／別 20》（中央大學性／別研究室）（與甯應斌合編）
- 2013年《「性／別」撹乱：台湾における性政治》（御茶水女子大學）
- 2012年《民困愁城：憂鬱症與現代性的黑暗面》（與甯應斌合著）（台灣社會研究季刊叢書）
- 2012年《轉眼歷史：兩岸三地性運回顧》（編）（中央大學性／別研究室）
- 2010年《連結性》（編）（中央大學性／別研究室）
- 2009年《酷兒新聲》（編）（中央大學性／別研究室）
- 2008年《色情無價》（中央大學／性別研究室）（與甯應斌合編）
- 2006年《動物戀網頁事件簿》（編）（中央大學性／別研究室）
- 2005年《性政治入門：台灣性運演講集》（中央大學性／別研究室）
- 2003年《跨性別》（編）（中央大學性／別研究室）
- 2003年《性工作研究》（編）（中央大學性／別研究室）
- 2001年《性工作：妓權觀點》（編）（巨流圖書公司）
- 2001年《同志研究》（編）（巨流圖書公司）
- 2000年《性／別政治與主體形構》（編）（麥田出版）
- 2000年《從酷兒空間到教育空間》（編）（麥田出版）
- 1999年《青春之性別快報》中小學性別教育漫畫（桃園縣政府教育局製作）
- 1998年《性／別校園：新世代的性別教育》（編）（元尊文化）
- 1998年《性別校園：中小學教師兩性平權教育基本閱讀材料》（編）（桃園縣政府教育局）
- 1998年《好色女人》（元尊文化）
- 1997年《性／別研究的新視野》上、下兩冊（編）（元尊文化）──獲民國87年行政院新聞局金鼎獎社會科學類優良圖書推薦
- 1997年《呼喚台灣新女性：豪爽女人誰不爽？》（編）（元尊文化）
- 1996年《性心情：治療與解放的新性學報告》（張老師文化）
- 1994年《不同國女人：性別、資本、文化》（自立晚報文化出版部）
- 1994年《豪爽女人：女性主義與性解放》（皇冠文化）
- 1990年《為什麼他們不告訴你：性政治入門》（與卡維波合寫）（方智出版社）

## 個人生活
何春蕤的配偶是甯應斌，筆名卡維波。

## 外部連結
- 何春蕤個人網頁 （页面存档备份，存于）
- 中央大學性／別研究室網頁 （页面存档备份，存于）
- 性政治::首頁／何謂性政治 （页面存档备份，存于）